# Guazzabuglio
Guazzabuglio (Przekładaniec) è un film per la televisione del 1968 diretto da Andrzej Wajda. È una commedia fantascientifica tratta dal racconto Esiste davvero, Mr. Johns? (Czy pan istnieje, Mr. Johns?) dello scrittore polacco Stanisław Lem.